# Keiko Matsui

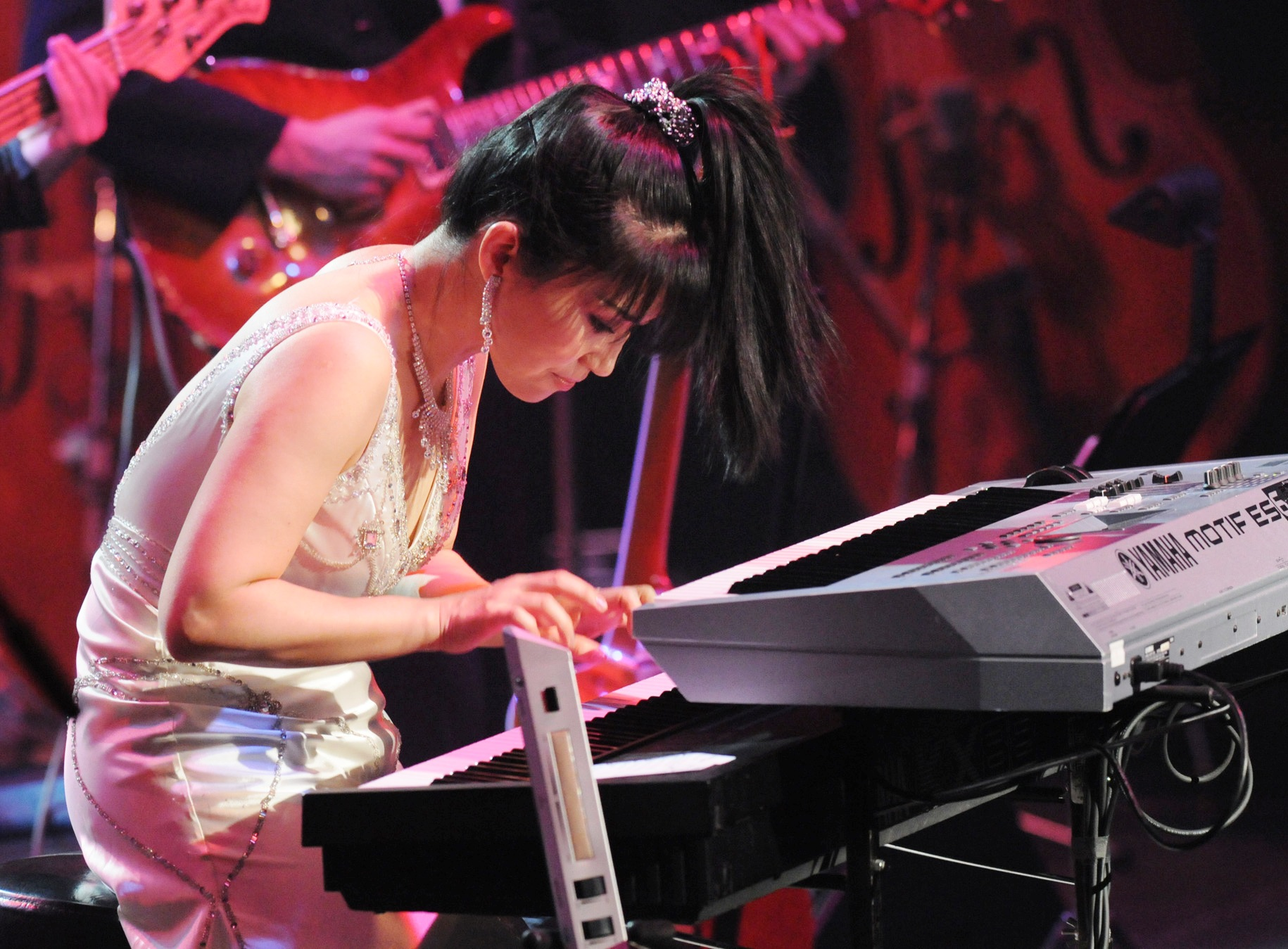
Keiko Matsui (Waszyngton, 2009)

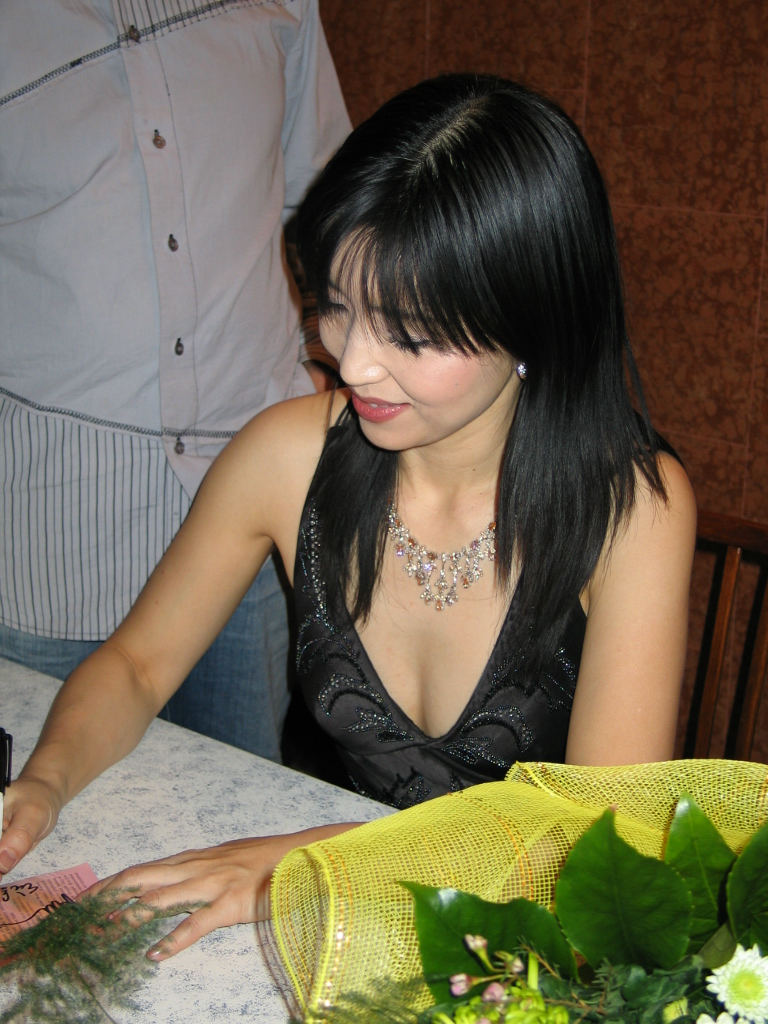
Keiko Matsui (Nowosybirsk, 2006)

Keiko Matsui, z domu Doi (jap. 松居 慶子 Matsui Keiko; ur. 26 lipca 1961 w Tokio) – japońska pianistka grająca smooth jazz/new age oraz kompozytorka.

## Wczesne lata
Matka Keiko, Emiko Doi, kupiła jej pierwsze pianino na 5. urodziny. Choć jej wczesne lekcje skupiały się na muzyce poważnej, to w szkole średniej zainteresowała się jazzem i zaczęła komponować własną muzykę. Brała przykład m.in. ze Steviego Wondera, Siergieja Rachmaninowa, Maurice’a Jarre’a czy Chicka Corea.
Doi studiowała kulturę dzieci w Japońskim Uniwersytecie Kobiet (Nihon Joshi Daigaku, Japan Women's University) w Tokio i jednocześnie kontynuowała naukę gry na instrumencie w systemie edukacyjnym zorganizowanym przez Yamaha Music Foundation. Keiko Doi osiągała świetne wyniki i w wieku lat 17 została artystką, która już nagrywała płyty i w końcu stworzyła grupę jazz fusion o nazwie Cosmos, z którą nagrała 7 albumów.
W wieku 19 lat, Yamaha wysłała Doi do USA, aby tam mogła nagrać album. W Stanach Zjednoczonych poznała Kazu Matsui, który był producentem tego projektu muzycznego. Pobrali się i Keiko przeprowadziła się do Stanów Zjednoczonych. Kazu Matsui sprawował opiekę nad wszystkimi płytami swojej żony.
W 1987 roku Matsui nagrała swój debiutancki solo LP „A Drop of Water” za pieniądze, które chciała przeznaczyć na swój miesiąc miodowy. Nazwa albumu – która pochodzi od tytułu utworu piosenkarza Carla Andersona (1945–2004) – została wybrana ku pamięci tych, którzy zginęli w katastrofie wahadłowca Challenger. Sukces tej płyty doprowadził do umowy z MCA Records.

## Sukcesy nagrań
Keiko Matsui wydała w MCA Records dwa albumy. W latach 90. wzrosła popularność jej płyt na międzynarodowych top-listach. Płyta „Sapphire” trafiła na drugie miejsce na tygodniowej top-liście współczesnych albumów jazzowych magazynu Billboard, a „Dream Walk” uplasował się na pozycji trzeciej. W roku 1997 Matsui została numerem 3 na liście współczesnych artystów jazzowych magazynu Billboard (była jedyną kobietą w pierwszej dziesiątce), a „Dream Walk” i „Sapphire” pojawiły się w pierwszej dziesiątce współczesnych albumów jazzowych wytwórni niezależnych.
Matsui otrzymała nagrodę Oasis dla najlepszego żeńskiego wykonawcy smooth jazzu roku 1999 i ponownie w 2000. W 2001 roku pierwsza płyta Keiko z wytwórni Narada, „Deep Blue”, zaprowadziła ją na pierwsze miejsce listy współczesnych albumów jazzowych magazynu Billboard. Na pozycji tej utrzymywała się przez trzy tygodnie.
Gdy 18 lutego 2002 r. prezydent USA, George W. Bush, odwiedził rezydencję premiera Japonii, Jun’ichirō Koizumiego, Keiko Matsui została zaproszona na przyjęcie i poznała obydwu panów i członków ich administracji.
Matsui odkryła amerykańskiego saksofonistę smooth jazz, Paula Taylora (ur. 1960), który pojawiał się na albumach „Sapphire”. „Dream Walk” i „Full Moon”.

## Cele charytatywne
Keiko Matsui bierze udział w akcjach charytatywnych. Zysk ze sprzedaży jej minialbumu z roku 1997 pt. „A Gift of Hope” został przekazany dla organizacji Y-ME National Breast Cancer Organization, a jej muzyka pojawiła się w programie telewizyjnym kanału Lifetime o raku piersi.
Dochody z minialbumu „A Gift of Life” z roku 2001 zostały przekazane dla National Marrow Donor Program oraz Marrow Foundation.

## Życie prywatne
Keiko i jej mąż Kazu Matsui mają dwie córki: Maya i Mako.

## Dyskografia i twórczość

### Płyty solowe
- A Drop of Water (Passport Jazz Records, 1987, wydana w 1993 & 2003, z jednym dodatkowym utworem)
- Under Northern Lights (MCA Records, 1989)
- No Borders (MCA Records, 1990)
- Night Waltz (Sin-Drome Records, 1991)
- Cherry Blossom (White Cat, 1992)
- Doll (White Cat, 1994)
- Sapphire (White Cat, 1995)
- Dream Walk (Countdown, 1996)
- A Gift of Hope (Unity, 1997)
- Keiko Matsui Collection (GRP Records, 1997)
- Full Moon and the Shrine (Countdown, 1998)

ta płyta zawiera jeden z najbardziej rozpoznawalnych utworów Keiko Matsui: „Forever, Forever.”
- Keiko Matsui Live (Countdown, 1999)
- Best Selection (Pione, 1999)
- Whisper From the Mirror (Countdown, 2000)
- Glance of the Past (Countdown)
- The Wind and the Wolf (Pione, 2000)
- Hidamari no Ki (2000) anime soundtrack (Planet Joy 2002)
- Deep Blue (Narada, 2001)
- A Gift of Life (Narada, 2001)
- The Ring (Narada, 2002)
- Live in Tokyo (Sony/Columbia, 2002)
- Spring Selection (Sony/Columbia, 2003)
- The Piano (Narada, 2003)
- White Owl (Narada, 2003)
- Wildflower (Narada, 2004)
- The Very Best of Keiko Matsui (GRP Records, 2004)
- Summer Selection (Sony/Columbia, 2004)
- Walls of Akendora (Narada, 2005)
- Moyo (Heart & Soul) (Shout! Factory, 2007)
- The Road... (Shanachie Records, 2011)
- Soul Quest (Shanachie Records, 2013)
- Journey to the Heart (Shanachie Records, 2016)

### Gościnnie
- Akira Asakura – „Spread Colors”
- Kazu Matsui – Tribal Mozart (Countdown, 1997)
- Kazu Matsui – Tribal Shubert (Countdown, 1999)
- Bob James – Dancing on the Water (Warner Brothers/WEA, 2000)
- Jason Miles – „Miles to Miles” (Narada, 2005)

### Kompilacje
- Smooth Jazz V98.7 FM – Vol. 3 (wydana przez stację radiową WVMV-FM, Detroit, Michigan)
- All That Jazz III (GRP Records)
- KMJZ Smooth Jazz Sampler Volume 1 (KMJZ)
- 20 Years of Narada Piano
- New Age Music & New Sounds Vol. 67 – „Liberty”

### Wideo
- Light Above the Trees (Winstar, 1998)
- The Jazz Channel Presents Keiko Matsui (Image Entertainment, 2001) DVD
- White Owl (Narada, 2003) DVD zawierające płytę ‘White Owl’ ; koncert w Bunkamura Orchard Hall (Tokio, 2002)
- Walls of Akendora bonusowe DVD zawiera płytę z muzyką(2004)

### Książki
- Compositions (2005)